# Warlord (manhwa)
Pour les articles homonymes, voir Warlord.
Warlord (en coréen : 용병 마루한, Yongbyeong Maluhan, en anglais Maruhan the Mercenary) est un sonyun manhwa scénarisé par Kim Song-Jae et dessiné par Kim Byung Jin, prépublié dans le magazine Young Champ et publié en volumes reliés par l'éditeur Daewon depuis avril 2012. La version française est éditée par Ki-oon depuis mai 2013.

## Synopsis
L'empire de Kartan est envahi par l'armé des Démons, Arasol - fille de l'empereur Shamarkal - part à la recherche du roi des mercenaires d'Arkanzel Bayren qui est l'un des trois survivants de la dernière expédition dans l'antre des démons. Elle apprend à son arrivée que Bayren est mort et rencontre son fils Maruhan qui accepte de la suivre dans son expédition. L'histoire suit aussi l'épopée du shogun, dissident de l'empire, qui souhaite vaincre les démons afin d'asseoir son pouvoir sur l'empire de Kartan.

## Liste des volumes
| no | Coréen           | Coréen        | Français          | Français          |
| no | Date de sortie   | ISBN          | Date de sortie    | ISBN              |
| -- | ---------------- | ------------- | ----------------- | ----------------- |
| 1  | 30 avril 2012    | 9788925297965 | 7 mai 2013        | 978-2-35592-523-8 |
| 2  | 30 juillet 2012  | 9788967251697 | 7 mai 2013        | 978-2-35592-524-5 |
| 3  | 30 novembre 2012 | 9788967257583 | 4 juillet 2013    | 978-2-35592-551-1 |
| 4  | 30 mars 2013     | 9788968221262 | 12 septembre 2013 | 978-2-35592-574-0 |
| 5  | 30 août 2013     | 9788968225154 | 14 novembre 2013  | 978-2-35592-595-5 |
| 6  | 16 décembre 2013 | 9788968229985 | 27 février 2014   | 978-2-35592-631-0 |
| 7  | 30 avril 2014    | 9791156253679 | 21 août 2014      | 978-2-35592-709-6 |
| 8  | 30 août 2014     | 9791156257455 | 11 décembre 2014  | 978-2-35592-751-5 |
| 9  | 2014             |               | juin 2015         | 978-2-35592-832-1 |
| 10 | 2015             |               | septembre 2015    | 978-2-35592-867-3 |
| 11 | 2015             |               | janvier 2016      | 978-2-35592-911-3 |
| 12 | 2015             |               | mai 2016          | 978-2-35592-959-5 |
| 13 | 2016             |               | octobre 2016      | 979-10-327-0004-4 |
| 14 | 2016             |               | février 2017      | 979-10-327-0063-1 |
| 15 | 2016             |               | janvier 2018      | 979-10-327-0219-2 |

### Édition coréenne
Daewon C.I.
1. 1 2  (ko) « Tome 1 »
2. 1 2  (ko) « Tome 2 »
3. 1 2  (ko) « Tome 3 »
4. 1 2  (ko) « Tome 4 »
5. 1 2  (ko) « Tome 5 »
6. 1 2  (ko) « Tome 6 »
7. 1 2  (ko) « Tome 7 »
8. 1 2  (ko) « Tome 8 »

### Édition française
Ki-oon
1. 1 2  (fr) « Tome 1 »
2. 1 2  (fr) « Tome 2 »
3. 1 2  (fr) « Tome 3 »
4. 1 2  (fr) « Tome 4 »
5. 1 2  (fr) « Tome 5 »
6. 1 2  (fr) « Tome 6 »
7. 1 2  (fr) « Tome 7 »
8. 1 2  (fr) « Tome 8 »